# Anthrax sticticalis
Anthrax sticticalis är en tvåvingeart som beskrevs av Hesse 1956. Anthrax sticticalis ingår i släktet Anthrax och familjen svävflugor. Inga underarter finns listade i Catalogue of Life.